# Wara Gaspi
 (décembre 2024).
La mise en forme du texte ne suit pas les recommandations de Wikipédia : il faut le « wikifier ».
Les points d'amélioration suivants sont les cas les plus fréquents :
- Les titres sont pré-formatés par le logiciel. Ils ne sont ni en capitales, ni en gras.
- Le texte ne doit pas être écrit en capitales (les noms de famille non plus), ni en gras, ni en italique, ni en « petit »…
- Le gras n'est utilisé que pour surligner le titre de l'article dans l'introduction, une seule fois.
- L'italique est rarement utilisé : mots en langue étrangère, titres d'œuvres, noms de bateaux, etc.
- Les citations ne sont pas en italique mais en corps de texte normal. Elles sont entourées par des guillemets français : « et ».
- Les listes à puces sont à éviter, des paragraphes rédigés étant largement préférés. Les tableaux sont à réserver à la présentation de données structurées (résultats, etc.).
- Les appels de note de bas de page (petits chiffres en exposant, introduits par l'outil «  Source ») sont à placer entre la fin de phrase et le point final[comme ça].
- Les liens internes (vers d'autres articles de Wikipédia) sont à choisir avec parcimonie. Créez des liens vers des articles approfondissant le sujet. Les termes génériques sans rapport avec le sujet sont à éviter, ainsi que les répétitions de liens vers un même terme.
- Les liens externes sont à placer uniquement dans une section « Liens externes », à la fin de l'article. Ces liens sont à choisir avec parcimonie suivant les règles définies. Si un lien sert de source à l'article, son insertion dans le texte est à faire par les notes de bas de page.
- La présentation des références doit suivre les conventions bibliographiques. Il est recommandé d'utiliser les modèles {{Ouvrage}}, {{Chapitre}}, {{Article}}, {{Lien web}} et/ou {{Bibliographie}}. Le mode d'édition visuel peut mettre en forme automatiquement les références.
- Insérer une infobox (cadre d'informations à droite) n'est pas obligatoire pour parachever la mise en page.

Pour une aide détaillée, merci de consulter Aide:Wikification.
Si vous pensez que ces points ont été résolus, vous pouvez retirer ce bandeau et améliorer la mise en forme d'un autre article.
Mahamadou F. Gassama, connu sous son nom de scène Gaspi, est un rappeur, auteur-compositeur et interprète malien né à Kayes le 22 juin 1989. Avec son style unique mêlant rap pur et influences locales, il est considéré comme une icône du hip-hop au Mali. Il a collaboré avec de nombreux artistes internationaux et a marqué l'histoire du rap malien en rassemblant des milliers de fans dans des stades comme le 26-Mars de Bamako.

## Biographie
Gaspi commence sa carrière avec une vision claire : représenter les aspirations de la jeunesse malienne et aborder les défis sociaux à travers la musique. Très tôt, il s'impose comme un lyriciste talentueux et un performer énergique, captivant un public fidèle à travers ses concerts et ses messages d'espoir.

## Collaborations et Réalisations
Gaspi a collaboré avec de nombreux artistes internationaux et africains, notamment :
- Debordo Leekunfa
- Sidiki Diabaté
- Iba One
- Memo All Star
- Fior de Bior
- Wizy Wozo
- Antidote Badra
- Titanz
- Paccino
- Lassi King Massassi
- Shado Chris
- Frozain Montana
- B-Wayne
- Fraine Baba
- Et bien d'autres...

Ces collaborations témoignent de son influence sur la scène musicale africaine et de sa capacité à travailler avec des artistes variés pour enrichir son art. Source

## Style et Influence
Le morceau Egotrip, véritable tournant dans sa carrière, est considéré comme un hymne du rap malien. À travers ce titre, il incarne l'authenticité et la persévérance qui définissent son parcours,.

## Performances Notables
- 16 concerts à guichets fermés au Stade omnisports de Bamako.
- Plusieurs représentations au stade du 26-Mars, réunissant des dizaines de milliers de fans.

Ces performances ne sont pas de simples concerts, mais de véritables célébrations culturelles, rassemblant des publics divers autour du rap.

## Héritage
Gaspi est largement reconnu pour avoir propulsé le rap malien sur le devant de la scène culturelle, inspirant une nouvelle génération d'artistes. Il incarne la résilience, montrant qu'avec du talent et du travail, on peut surmonter tous les obstacles.